# Stanwellia hoggi
Espèce
Synonymes
- Chenistonia hoggi Rainbow, 1914
- Aname decora Rainbow & Pulleine, 1918
- Stanwellia decora Rainbow & Pulleine, 1918

Stanwellia hoggi est une espèce d'araignées mygalomorphes de la famille des Pycnothelidae.

## Distribution
Cette espèce est endémique de Nouvelle-Galles du Sud en Australie. Elle se rencontre vers Sydney.

## Description

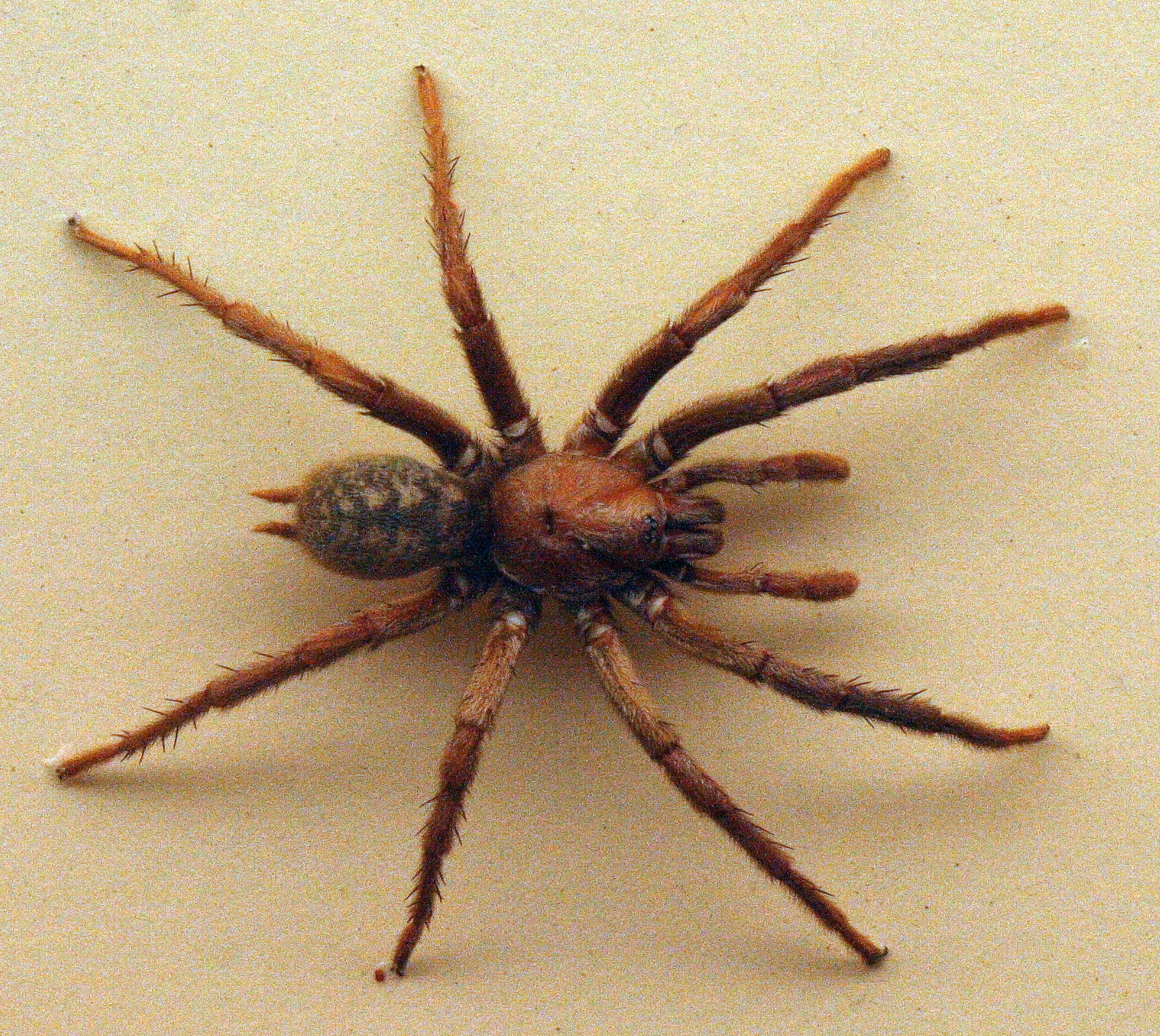
Stanwellia hoggi ♂

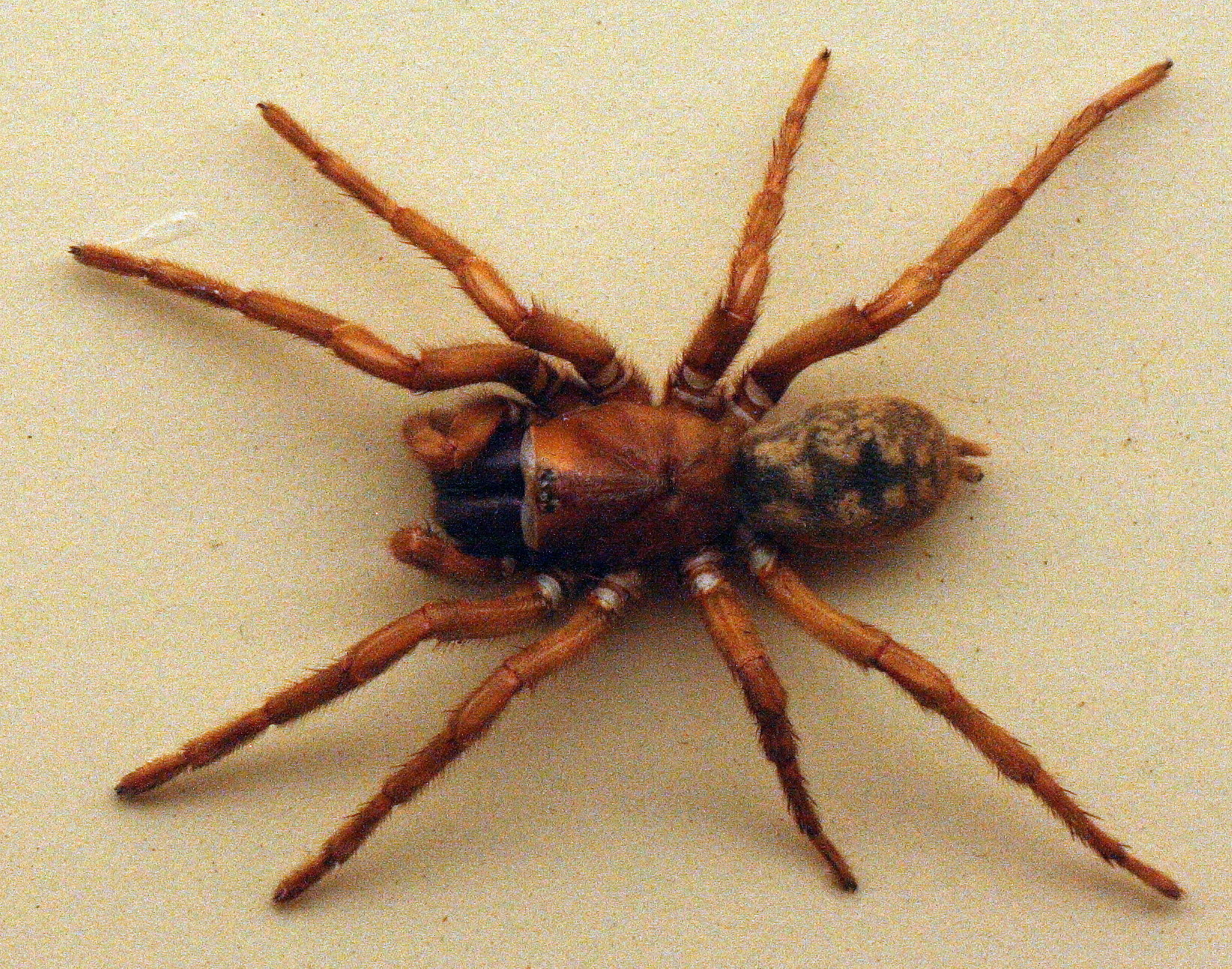
Stanwellia hoggi ♀

La carapace de la femelle holotype mesure 9,5 mm de long sur 7,2 mm et l'abdomen 14,1 mm de long sur 10 mm.

## Systématique et taxinomie
Cette espèce a été décrite sous le protonyme Chenistonia hoggi par Rainbow en 1914. Elle est placée dans le genre Stanwellia par Main en 1972 qui dans le même temps place Aname decora et Stanwellia decora en synonymie.

## Étymologie
Cette espèce est nommée en l'honneur de Henry Roughton Hogg.

## Publication originale
- Rainbow, 1914 : Studies in the Australian Araneidae. No. 6. The Terretelariae. Records of the Australian Museum, vol. 10, p. 187-270 (texte intégral).